# 타키자와 히데아키
타키자와 히데아키(滝沢秀明)는 일본의 음악 프로듀서, 연출가, 사업가. 주식회사 TOBE 대표이사. 전 가수이자 배우. 쟈니스 사무소 소속의 타키 앤 츠바사 멤버로 활동했었다. 그 이후에는 사무소 부사장 및 쟈니스 아일랜드 초대 사장을 역임했었다. 애칭은 ‘타키’. 신장은 169cm, 혈액형은 A형.

## 약력
- 1995년, 쟈니즈 사무소 입소. 동기인 이마이 츠바사(今井翼), 야라 토모유키(屋良朝幸)와 사무소에 입소한 날짜가 같다. 
 같은해 후지테레비의 TV드라마 목요일의 괴담(木曜の怪談)의 주연을 맞아 출연.
- 1998년, 드라마 뉴스의 여자(ニュースの女)에 출연하면서 여성들에게 큰 인기를 얻었다.
- 2002년 9월, 이마이 츠바사와 함께 타키 앤 츠바사로 가수 데뷔.
- 2005년, NHK의 대하드라마, 요시츠네(義経)의 주역으로 발탁되었다.
- 2009년 1월 7일, 싱글 사랑·혁명(愛・革命)을 발매하며 솔로 데뷔.
- 2018년 9월 10일, 팀 해산과 동시에 연예 활동을 은퇴.
- 2022년 10월, 쟈니스 부사장, 쟈니스 아일랜드 사장 사임 및 쟈니스 퇴사.
- 2023년 3월 21일, 새로운 기획사 TOBE 설립. 대표이사로 취임.

## 음반 목록

### 싱글
1. 아이·카쿠메이 (愛・革命, 2009년 1월 7일)
2. 샤·라·라 / 무겐노하네（シャ・ラ・ラ/無限の羽, 2009년 5월 6일)
3. 히카리히토츠 (ヒカリひとつ, 2009년 9월 23일)

## 출연 작품

### 텔레비전 드라마
- 목요일의 괴담 (木曜の怪談, 1995년 ~ 1997년)
- 누군가를 사랑하고 있다 (誰かが誰かに恋してる, 1996년)
- 더 쉐프 (ザ・シェフ, 1996년)
- 뉴스의 여자 (ニュースの女, 1998년)
- 마음의 문 (心の扉, 1998년)
- 열혈연애도 (熱血恋愛道, 1999년)
- 겐로쿠 요란(元禄繚乱, 1999년)
- 마녀의 조건(魔女の条件, 1999년)
- 뽀이! (っポイ!, 1999년)
- 신 우리들의 여행 Ver.1999 (新・俺たちの旅 Ver.1999, 1999년)
- 태양은 지지 않는다(太陽は沈まない, 2000년)
- Strawberry On the Shortcake(ストロベリー・オン・ザ・ショートケーキ, 2001년)
- 안티크~서양골동양과자점~(アンティーク 〜西洋骨董洋菓子店〜, 2001년)
- SPEED STAR（2001년）
- 태양의 계절(太陽の季節, 2002년)
- 나만의 마돈나(僕だけのマドンナ, 2003년)
- 아버지의 바다, 나의 하늘 (父の海、僕の空, 2004년)
- 요시츠네(義経, 2005년)
- 사토미 팔견전(里見八犬伝, 2006년 1월 2일, 3일)
- 로미오와 줄리엣~엇갈림~ (ロミオとジュリエット～すれちがい～, 2007년)
- 니가 준 여름~최선을 다하면 행복해질꺼야 (君がくれた夏 〜がんばれば、幸せになれるよ〜, 2007년 8월 18일)
- 유키노죠변화 (雪之丞変化, 2008년 1월 3일)
- 알릴 수 없어 (告知せず, 2008년 11월 15일)
- 오르토르스의 개 (オルトロスの犬, 2009년)
- 한밤중의 베이커리 (真夜中のパン屋さん, 2013년)
- 네즈미, 에도를 달리는 (鼠、江戸を疾る 2014년)
- HAMU -공안경찰의 남자- (HAMU‐公安警察の男‐, 2016년)
- 네즈미, 에도를 달리는2 (鼠、江戸を疾る2, 2016년)

- 후회없이 사랑해 (せいせいするほど 愛してる, 2016년)
- 가족의 여정 ~가족을 살해당한 남자와 살해한 남자~ (家族の旅路 家族を殺された男と殺した男, 2018년)
- 누케마이루~여자셋 이세참배 3화 (ぬけまいる〜女三人伊勢参り, 2018년)
- 고고한 메스 (孤高のメス, 2019년)

### 영화
- 마이 프렌드 포에버(マイ・フレンド・フォーエバー, 1995년) - 외화 더빙
- 흐르는 강물처럼(川の流れのように, 2001년)
- 코도모츠카이(子供使い, 2017년)